# 成田浬
成田 浬（なりた かいり、1970年7月14日 - ）は、日本の俳優
、声優。演劇倶楽部『座』座友、アクセント所属。東京都出身。東京都立西高等学校卒業。劇団青年座研究所実習科修了。父はデザイナー・彫刻家の成田亨
。2003年より声優・俳優の専門学校で非常勤講師を務める。既婚。

## 出演作品

### テレビドラマ
- 刑事追う! 第19話（1996年）
- はぐれ刑事純情派 シーズン9 第18話、シーズン10 第21話
- 和服デザイナー探偵第1作「奥飛騨平家伝説殺人事件」（1997年）
- 七曲署捜査一係（1997年）
- ハッピー・マニア 第3話（1998年）
- 元禄繚乱 第2話（酒井家の人々 役）（1999年）
- 夜逃げ屋本舗 第1シリーズ 第7話（1999年）
- 神様のいたずら 第9話（2000年）
- マリア 第10話（2001年）
- 火曜サスペンス劇場 幸せの幻影（2001年）
- 私立探偵 濱マイク 第8話（2002年）
- ダブルスコア 第5話（2002年）
- 警視庁鑑識班 第16作（クラブ店長 役）（2003年）
- 税務調査官・窓際太郎の事件簿 第10作（2003年）
- 真実一路（2003年）（男 役）
- 日本の歴史 「大化の改新」（2005年）

### 特撮
- 仮面ライダーシリーズ
  - 仮面ライダー555 第46話（皮ジャンの男）
  - 仮面ライダー剣（大地）
- 時空警察ヴェッカーD-02（時空犯罪者 瀬田公一郎）※俳優として
- 星獣戦隊ギンガマン（ゴビースの声）
- 超光戦士シャンゼリオン 第11話

### 映画
- 弾丸ランナー（1996年）
- 五条霊戦記 GOJOE（剛人 役）（2000年）
- ホワイトアウト（室岡彰 役）（2000年）
- 世にも奇妙な物語 映画の特別編 携帯忠臣蔵（堀部安兵衛 役）（2000年）
- ラストシーン（照明2nd 役）（2002年）
- 突入せよ! あさま山荘事件（2002年）
- オトコタチノ狂（久坂玄瑞 役）（2005年）
- IN TO THE SUN（2005年）
- 蒼き狼 〜地果て海尽きるまで〜（ベルグダイ 役）（2007年）
- こもれび（2010年）
- 女体銃 ガン・ウーマン/GUN WOMAN（マスターマインド 役）（2014年）
- 二宮金次郎（豊田正作 役）（2019年）
- 島守の塔（長勇　陸軍少将・第三十二軍参謀長 役）（2022年）
- 青春ジャック 止められるか、俺たちを2（2024年）[4]

### テレビアニメ
2009年
- うちの3姉妹（外国人B 役）

### 吹き替え
- 運命の元カレ

### 舞台
- 松竹 「リア王」（1993年）
- 「大田楽」（1993年）
- 松竹「アマデウス」（1993年、1995年、1997年）
- 俳優座プロデュース「児島源次朗氏の遺言」（1994年）
- 松竹「オセロー」（1994年）
- TPT「マクベス」（1996年）
- 松竹 クレオパトラ（1996年）
- フジテレビ「絆1996秋」（1996年）
- 劇団青年座スタジオ公演　五十嵐企画「こもれびの中で」（1998年）
- りゅう（演劇倶楽部「座」『りゅうの目のなみだ』（2001年）
- 劇団青年座スタジオ公演　五十嵐企画『人魚丸裸みだれ髪』左巻き役（2001年）
- 劇団青年座スタジオ公演　五十嵐企画『さよなら竜馬』佐々木唯三郎役（2002年）
- 劇団青年座スタジオ公演　五十嵐企画『俺達は志士じゃない』　桂小五郎役（2003年）
- 演劇倶楽部「座」『動物園物語』（2004年）
- 演劇倶楽部「座」『肝っ玉おっ母とその子供たち』（2004年）
- 演劇倶楽部「座」『怪人二十面相』　明智小五郎役（2004年）
- 劇団青年座スタジオ公演　五十嵐企画『ノーマンズランド』　田丸役（2005年）
- 演劇倶楽部「座」『野菊の墓』政夫役（2005年）
- 演劇倶楽部「座」『山椒太夫』　次郎（2006年）
- ゆいかんぱにー旗揚げ公演『お光』（2006年）
- 『CARE WAVE AID』Vol.1（2007年）
- リンムーメン！プロデュース『俺達のJOE』（2007年）
- 『CARE WAVE AID』Vol.2（2007年）
- 日本工学院声優俳優科終了発表『夜明けに消えた』（2008年）演出
- 演劇倶楽部「座」『わが町』（2008年）舞台監督
- ゆいかんぱにー『金糸雀に習うて』（2008年）
- オレンジエッジ『Three Letters』井上靖「猟銃」より（2008年）
- 『CARE WAVE AID』Vol3（2008年）
- 企画集団DOA『泥と蓮』　芹沢鴨役（2008年）
- 日本工学院声優俳優科終了発表『夏の夜の夢』（2009年）演出
- 演劇倶楽部「座」『半七捕物帳』（2009年）
- 劇団青年座スタジオ公演　五十嵐企画『竜馬、お前は俺のともだち』　坂本龍馬役（2009年）
- 『CARE-WAVE AID～僕らがそれをする理由～』（2009年）
- 津田記念日プロデュースvol.4「炭酸の空」（2009年）
- クレネリゼロファクトリー『ジャングル』（2010年）
- 企画集団DOA「泥と蓮」無一物即無尽蔵（2010年）
- リンムーメン!!プロデュース Vol.4「KANNAZUKI　2010」（2010年）
- 日本工学院声優俳優科卒業公演『わが町』（2011年）演出
- 演劇倶楽部「座」『十三夜』朗読ライブ（2011年）
- 津田記念日vol.7『Every Day』（2011年）
- 平石耕一事務所第20回特別記念公演「喜劇戯曲翻訳承り」（2011年）
- さるしげろっく第17回公演「たゆたう曾祖父」（2012年）
- 日本工学院声優俳優科終了発表『わが町ー蒲田ー』（2012年）演出
- 青年座スタジオ公演N0.112「死んでたまるか!」（2012年）
- 柴崎正道プロジェクト「忘れな草」（2012年）
- ハイリンドvol.13「エキスポ」（2012年）
- さるしげろっく第18回公演「cafeシアターD.C.(ダ・カーポ)」（2012年）
- ウ学級『赤ずきんちゃん！ご用心！』童話劇（2012年）
- 室蘭VOX 第1回公演「わが町」（2013年）
- フェニックス･プロジェクトvol.7 劇団ユニット・ラビッツ東京公演「ラッキー☆アイランド」〜のこされ島奇譚〜（2014年）
- 勝田演劇事務所プロデュースNO.23「ヘッダ・ガーブラー」～情炎～（2014年）
- 演劇倶楽部『座』第34回公演「ひやめし物語/ちゃん」（2015年）
- アトリエ・センターフォワード第11回公演「あられもない貴婦人」（2015年）
- ステップアップ・プロジェクト「あれからのラッキー☆アイランド」（2015年）
- 演劇倶楽部「座」『冷やめし物語／ちゃん』（2015年）
- aibook「ミルフィーユ」（2016年・2017年）
- 全国同時多発ピースリーディング「うつし世は夢 夜の夢こそまこと」（2016年）
- ニラカナエナジー旗揚げ公演「月の道標」ーユタとの約束ー（2016年）
- 劇団ユニット・ラビッツ「幻影城の女たち-胡蝶ノ夢編-」（2016年）
- Project Nyx 第16回公演「時代はサーカスの象にのって」（2017年）
- J-JAM企画「Brilliant Cat“S”～怪盗Sの真実～」（2017年）
- Project Nyx 10周年記念イベント「THE ROMANYX PARADE」（2017年）
- 澁澤龍彦没後30年記念 Project Nyx 第17回公演「犬狼都市―キュノポリス」（2017年）
- 流山児★事務所「オケハザマ」（2018年）
- 非戦を選ぶ演劇人の会『すべての国が戦争を放棄する日』（2018年）
- B機関 第3回公演「大山デブコの犯罪」（2018年）
- 温泉ドラゴン　第12回公演「The Dark City」（2018年）
- 日本劇団協議会／新進演劇人育成公演「腰巻お仙　振袖火事の巻」（2018年）
- 温泉ドラゴン 第13回公演「渡りきらぬ橋」（2019年）
- 演劇ユニットニラカナエナジー　第二回公演「恥と誇り」（2019年）
- 劇団匂組 第6回公演「花と爆弾～恋と革命の伝説～」（2019年）
- Project Nyx 第20回公演「熱海殺人事件『売春捜査官』」（2019年）
- 月いちリーディング ／ 20年1月『消失点』（2020年）
- 文化庁・日本劇団協議会「ベンガルの虎」（2021年）
- 温泉ドラゴン 第16回公演「続・五稜郭残党伝～北辰群盗録」（2021年）
- 下北澤姉妹社 第4回公演「焔～おとなのおんなはどこへゆく～」（2022年）
- 演劇企画集団Jr.5 vol.13「白が染まる」（2022年）

### CM
- リクルート『ゼクシィ』
- サッポロビール『グランドビア』
- ピザーラ『シーフードビンゴ』
- 日清食品　『中華麺』
- みずほ銀行

#### ナレーション
- 小田急ロマンスカー「きょう、ロマンスカーで。」
- 日立マクセル「ずっとずっと…」
- SEIKO「一秒の言葉」
- コスモ石油
- 三菱電機
- 大塚食品
- DENSO
- SUBARU
- DELL
- セイバン
- 第一三共ヘルスケア
- J-オイルミルズ
- canon
- カネボウ
- NTT東日本
- NTT docomo
- NTTコミュニケーションズ
- トヨタ自動車
- 大阪ガス
- スポーツオーソリティ
- P&G
- 朝日新聞
- ブリヂストン
- 富士通

など多数